# Donald Joseph Boomer Killick
Donald Joseph Boomer Killick (1926-2008) est un botaniste sud-africain.

## Biographie
De 1940 à 1943, il fréquente le Maritzburg College. De 1945 à 1950, il fréquente l'Université du Natal, où il obtient en 1950 une maîtrise en sciences intitulée An account of the plant ecology of the Table Mountain area of Pietermaritzburg, Natal. De 1954 à 1957, et de 1969 à 1971, il est agent de liaison sud-africain au Jardins botaniques royaux de Kew. En 1957, il obtient son doctorat An account of the plant ecology of the Cathedral Peak area of the Natal Drakensberg.

## Publications notables
- 1963 : An Account of the Plant Ecology of the Cathedral Peak Area of the Natal Drakensberg. Nº 34 de Bot. Survey memoir. Editor Govt. Printer, 178 pages

- 1972 : Register of Plant Taxonomic and Related Research Projects in Africa. Editor Bot. Res. Institute, 111 pages

- 1981 : Guide to Science Writing. Editor Dept. of Agriculture and Fisheries, 13 pages

- 1982 : Comptes-Rendus des séances du 10e congrès de l'AETFAT qui s'est tenu du 18 au 23 janvier 1982 au Palais des Congrès du CSIR, Prétoria, République d'Afrique du Sud. 90 pages

- 1987 : The Flowering Plants of Africa. Volume 49. Éditeur Du Plessis & Bot. Res. Institute Dept. of Agr. and Water Supply

- 1990 : Donald Joseph Boomer Killick, Rosemary Holcroft. A Field Guide to the Flora of the Natal Drakensberg. Ilustró Rosemary Holcroft. Édition ilustrada de J. Ball, 200 pages.  (ISBN 0-947464-35-2)

- 2002 : Trevor Henry Arnold, Donald Joseph Boomer Killick. Medicinal and Magical Plants of Southern Africa: An Annotated Checklist. Volume 13. Editor Nat. Bot. Institute, 203 pages  (ISBN 1-919795-62-6)

## Honneurs
- 1966 : élu président de la Société de biologie d'Afrique du Sud
- 1975 : président du Comité international des spermatophytes

### Éponymes
- Genres :
  - (Lamiaceae) Killickia Bräuchler, Heubl & Doroszenko[2]

- Espèces :
  - (Cyperaceae) Carex killickii Nelmes[3]
  - (Poaceae) Festuca killickii Kenn.-O'Byrne[4]

L'abréviation « Killick » est utilisée pour désigner Donald Joseph Boomer Killick comme une autorité en matière de description scientifique et de classification des plantes.